# نونو ألفيتيز
نونو ألفيتيز أو نونو الأول كان كونت البرتغال في القرن الحادي عشر بمشاركة مع زوجته إيلدوارا مينيديس أبنة الكونت والوصي على عرش ليون مينيدو غونزاليس ابن دوق العظيم غونزالو مينيديس ابن هرمنغيلدو غونزاليس والكونتيسة مومدونا دياس أبنة ديوغو فرينادينز, هو ابن الكونت ألفيتو نونس على ما يبدو أنه من سليل الأسرة الأولى أي الأسرة ڤيمارا بيريز من خلال أبنه لوسيديو ڤيمارنس, وبعد وفاته استمرت أرملته كالوصي على العرش.
| سبقه ألفيتو نونس | كونت البرتغال 1015 - 1028 مع إيلدوارا مينيديس | تبعه مينيدو نونس |